# Język madurski
Język madurski (Basa Mathura) – język austronezyjski używany na wyspie Madura oraz we wschodniej części Jawy. Posługują się nim Madurowie. Według danych z 2000 roku ma 6,8 mln użytkowników.
Jest dość rozdrobniony dialektalnie, wyróżnia się trzy główne dialekty: zachodni (bawean i bangkalan), centralny (pamekasan i sampang) i wschodni (sumenep i sapudi). Wariant sumenep pełni funkcję języka standardowego, służąc jako język mediów i edukacji. Dodatkowe dialekty występują na Jawie. Odmiana wysp Kangean jest słabo zrozumiała dla użytkowników dialektu wschodniego. Bywa rozpatrywana jako odrębny język. Użytkownicy odmiany bawean mają odrębną tożsamość językową.
Jego użytkownicy zamieszkują także pobliskie wyspy regionu (Bawean, Sapudi) oraz indonezyjską część Borneo (Kalimantan). Ludność madurska jest obecna również w Singapurze.
Wśród Madurów w użyciu są też języki indonezyjski i jawajski. W madurskim występują zapożyczenia z malajskiego, jawajskiego, arabskiego, niderlandzkiego i innych języków. W dialekcie bangkalan szczególnie silnie zaznaczyły się wpływy języka indonezyjskiego.
W madurskim, podobnie jak w pobliskich językach, istnieją hierarchiczne poziomy mowy, których użycie jest zależne od statusu rozmówców (kasar, tengnga’an i alos). Na leksykę wysoką składają się w przeważającej mierze pożyczki jawajskie.
W przeszłości zapisywany był pismem jawajskim, od pierwszych liter zwanym hanacaraka. Obecnie stosuje się alfabet łaciński. Jest nauczany w szkołach podstawowych.
Istnieje wiele publikacji poświęconych temu językowi, choć ogólnie poświęcono mu mniej uwagi niż pozostałym językom regionu. W okresie holenderskim badaniem języka madurskiego zajmował się H.N. Kiliaan, autor opracowania gramatycznego (1897, 1911) i dwuczęściowego słownika madursko-holenderskiego (1904/05).